# Kruisiging

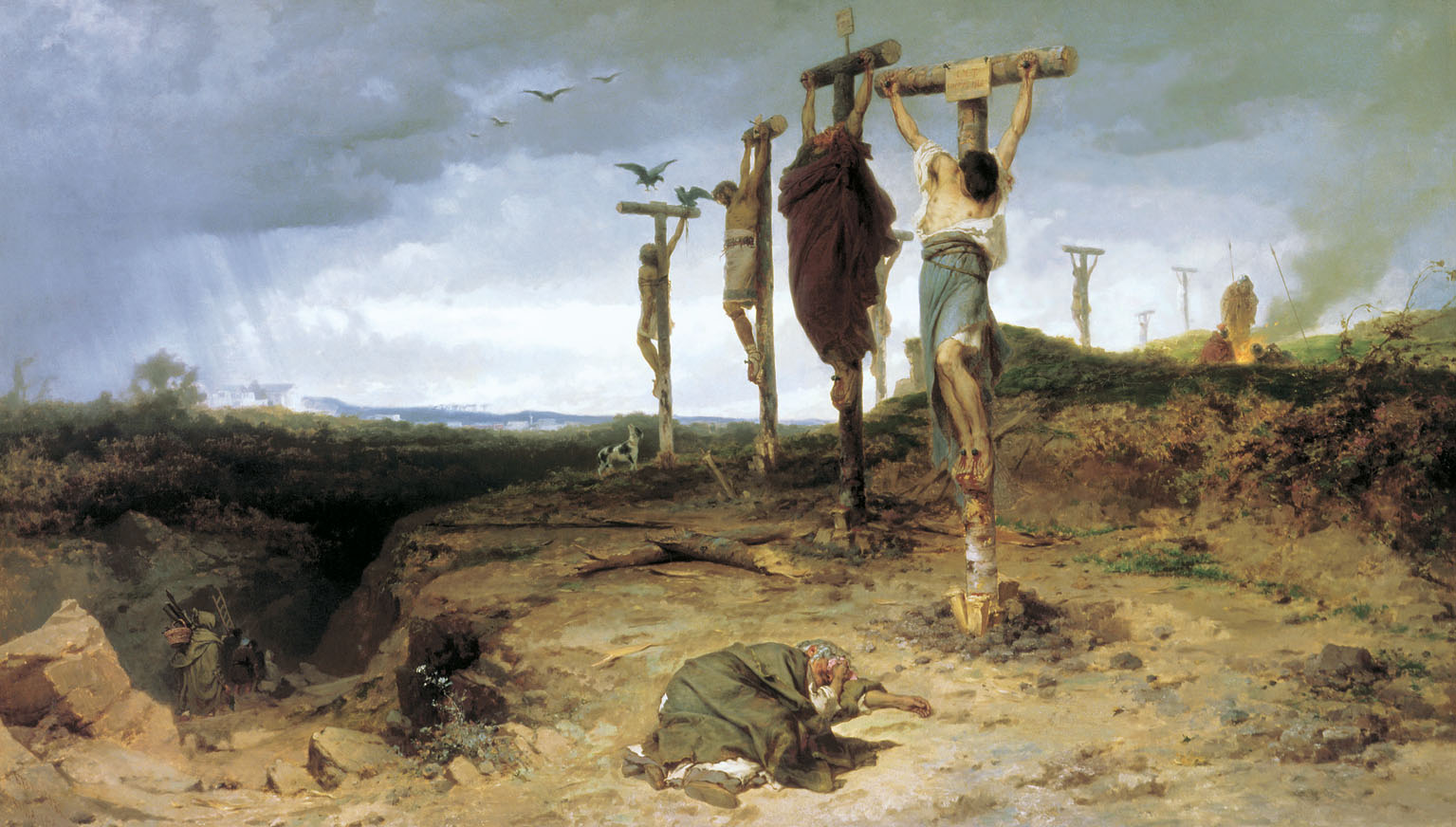
Gekruisigde slaven in het oude Rome (Fyodor Bronnikov, 1878)

Kruisiging is een methode om iemand ter dood te brengen, waarbij het slachtoffer wordt vastgebonden of vastgenageld aan een kruis en blijft hangen totdat de dood erop volgt.

## Methode

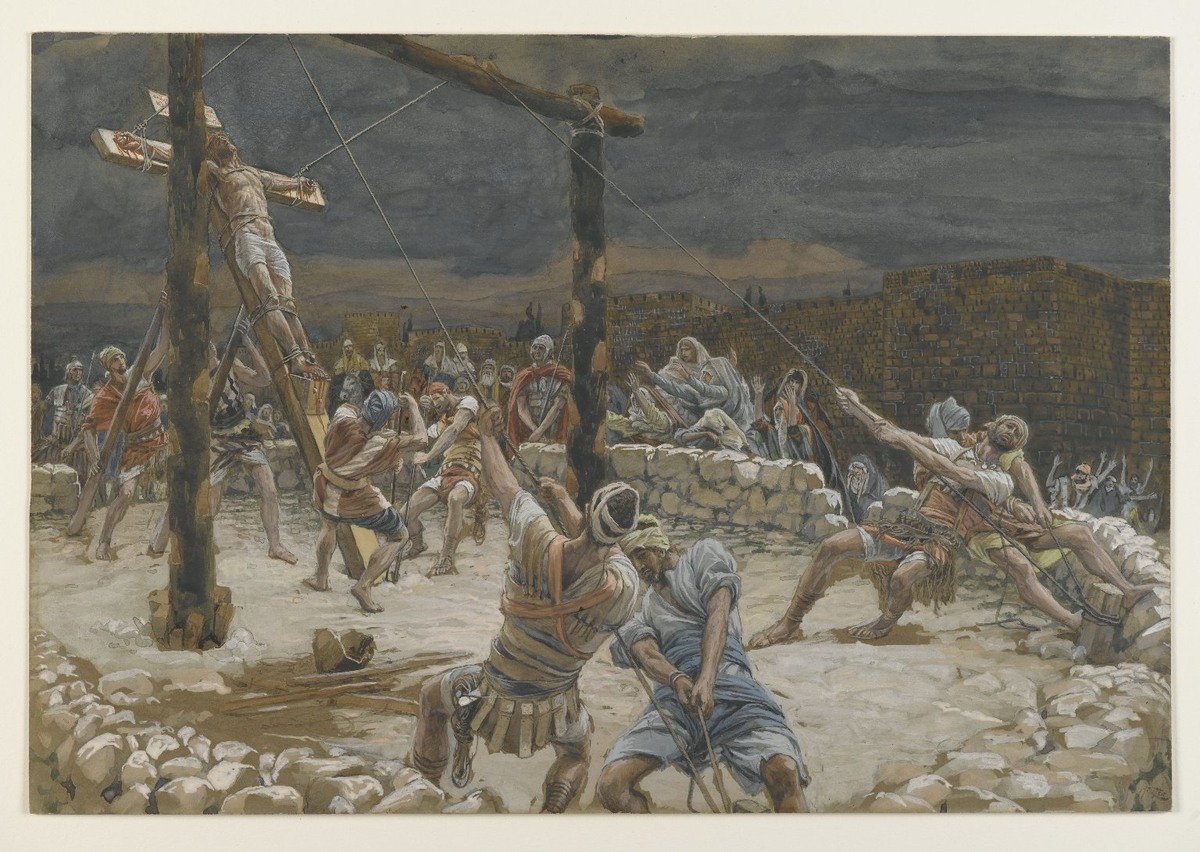
Het kruis wordt opgericht (James Tissot, 1894)

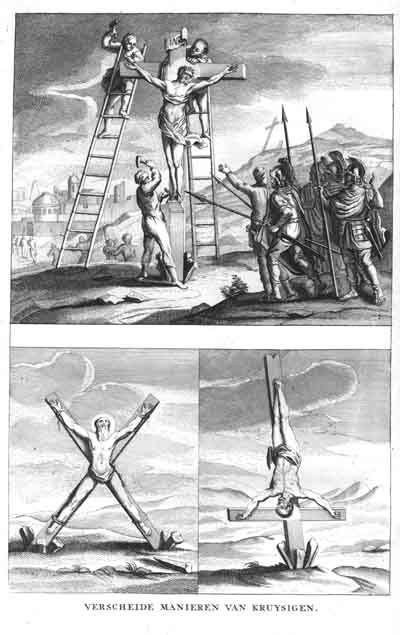
Verscheide manieren van kruysigen, Nederlandse kopergravure, 17e eeuw

Tegenwoordig wordt aangenomen dat het vastbinden van de ledematen met een touw de meest gebruikte methode was: het vastnagelen zou voorbehouden zijn aan de ernstigste gevallen. Bij kruisiging waren verschillende doodsoorzaken mogelijk: meestal stierf het slachtoffer uiteindelijk door verstikking. Doordat het volle lichaamsgewicht aan de armen hangt, wordt het steeds moeilijker om te ademen. Misschien kon het slachtoffer ook sterven door een hartstilstand, een fysieke schok of uitdroging. Het bloedverlies door vastnagelen was gering. Er werd eerst begonnen met een flinke geseling om de spieren te verzwakken. Vervolgens moest de veroordeelde met de dwarsbalk van het kruis op de schouders naar de executieplaats lopen. Na aankomst op de executieplaats werd de dwarsbalk op de staander geplaatst, waaraan het slachtoffer werd vastgebonden (of genageld). Het lichaam van de veroordeelde zakte door het gewicht steeds verder voorover en deels ook naar beneden. Hierdoor werd de ademhaling zeer bemoeilijkt en hoopte zich in de longen vocht op. De gekruisigde voorkwam tijdelijk verstikking door zich met zijn benen omhoog te drukken. Dit kostte echter veel kracht en was bijzonder pijnlijk. Wanneer het opdrukken niet meer lukte, stikte het slachtoffer uiteindelijk. Afhankelijk van de conditie van de gekruisigde, de methode waarop hij gekruisigd werd en andere externe factoren, trad de dood binnen enkele uren maar soms ook pas na enkele dagen in. 
Indien de veroordeelde niet met touw aan het kruis gebonden werd, werd hij met spijkers of nagels aan het kruis vastgeslagen. Deze nagels konden wel 13 tot 18 centimeter lang zijn en een vierkante centimeter breed. In tegenstelling tot wat vaak verondersteld wordt (en ook op veel schilderijen en crucifixen is afgebeeld), werden deze nagels niet door de handpalm heen geslagen, maar door de pols. Proeven met lijken toonden enkele eeuwen geleden aan, dat iemand van het kruis af zou scheuren als de nagels door de handpalmen zouden zijn geslagen. Recenter onderzoek van National Geographic Channel lijkt daarentegen uit te wijzen dat het toch mogelijk is dat de doorboorde voeten zoveel lichaamsgewicht torsten, dat ook de handpalmen zonder gevaar voor scheuring konden worden doorboord en het slachtoffer aldus zo veel mogelijk pijn leed. De spijkers werden, als ze door de pols gingen, langs de zenuwen geslagen. Hierdoor was het optrekken of opduwen van het lichaam zeer pijnlijk, doordat de spijkers direct langs de zenuwen schuurden.
Waarschijnlijk waren de Perzen de eersten die kruisiging als executiemethode gebruikten. Er is bewijs dat gevangengenomen piraten zijn gekruisigd in de haven van Athene. Alexander de Grote introduceerde kruisiging binnen zijn hele rijk en was de eerste die hiervoor ook spijkers liet gebruiken. Hij zou ooit een generaal hebben gekruisigd die het oneens was met zijn campagneplannen.

## Romeinen

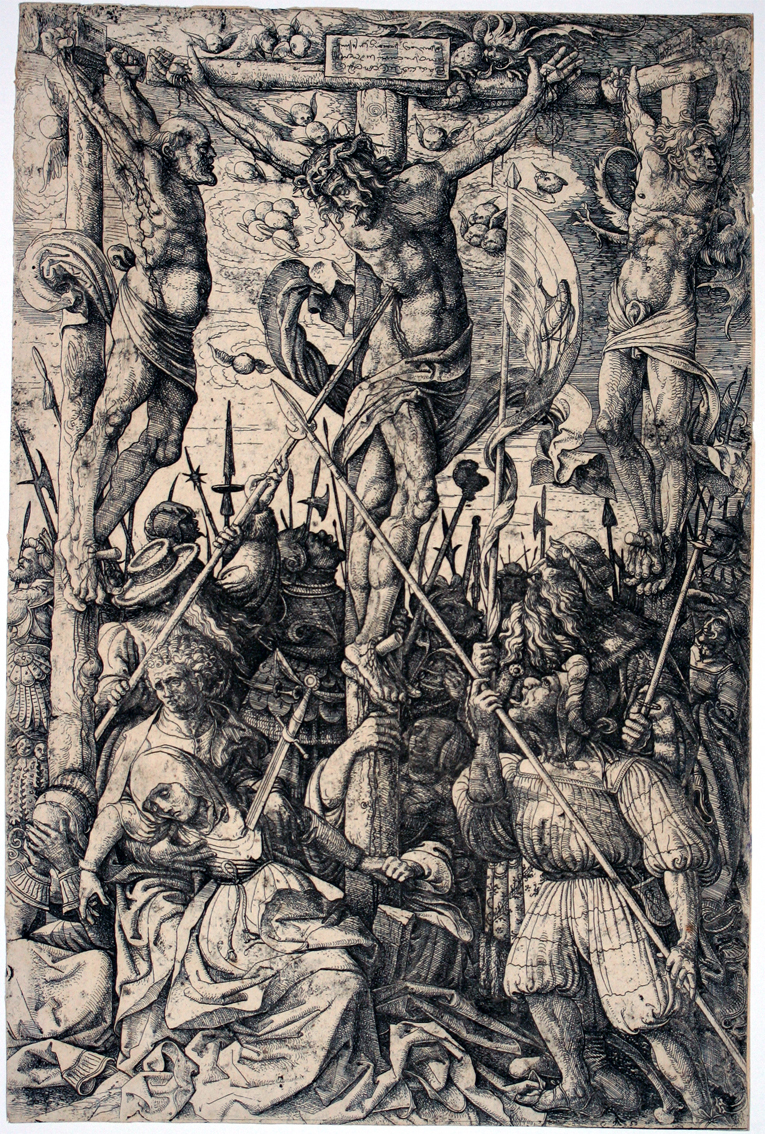
Jezus' kruisdood (Daniel Hopfer (1470-1536))

Romeinse burgers konden worden omgebracht met het zwaard, maar slaven of niet-burgers konden de wreedste folteringen ondergaan. Zij konden op de brandstapel worden gedood, voor de wilde dieren geworpen of gekruisigd. Volgens de Romeinse redenaar/politicus/filosoof Cicero was de kruisiging de extreemste vorm van doodstraf.
Sadistische bestuurders schrokken er niet voor terug om van de kruisiging een schouwspel te maken als vermaak en tegelijk als afschrikwekkend voorbeeld voor de bevolking. Bekend is bijvoorbeeld de kruisiging van de christenen in 64 na Christus na de grote brand van Rome. Christenen werden opgepakt en op verschillende wrede manieren ter dood gebracht. Een deel van hen werd aan kruisen geslagen, die toen de avond viel bij wijze van verlichting in brand werden gestoken.
Kruisigingen verliepen niet altijd op dezelfde wijze. De filosoof Seneca beschreef in een van zijn dialogen dat hij ooit een bonte verzameling van kruisen zag, grote, kleine en ingenieus geconstrueerde. Sommige slachtoffers waren met het hoofd naar beneden gekruisigd, anderen waren met hun schaamdelen vastgespijkerd. Gekruisigden werden niet begraven, wat in die tijd verlies van de identiteit betekende. Het lichaam bleef aan het kruis hangen als voedsel voor honden en gieren. Om te voorkomen dat verwanten het lijk van het kruis zouden halen om het toch te begraven werd er een wachtpost bij gezet. In Judea, evenwel, mocht een lijk niet 's nachts blijven hangen (Deuteronomium 21:23) en Jezus van Nazareth is volgens de Bijbel dan ook dezelfde dag nog begraven.
Onder de Romeinen was het gebruikelijk dat het slachtoffer zelf, niet het hele kruis, maar enkel de horizontale dwarsbalk, het 'patibulum',  moest dragen naar de plek van de kruisiging. Als de kruisiging plaatsvond op een vaste plaats (zoals Golgotha bij Jeruzalem) stonden de verticale balken daar al klaar. De enige archeologische aanwijzing van een kruisiging werd teruggevonden nabij Givat Hamivtar in Israël. In tegenstelling tot de kunsthistorische weergave werden de nagels hier langs de zijkanten van de voeten in de hoofdbalk geslagen, en niet met een steunbalkje.
Bij de invoering van het christendom als staatsgodsdienst in het Romeinse Rijk werd de kruisiging afgeschaft.

## Japan in de middeleeuwen

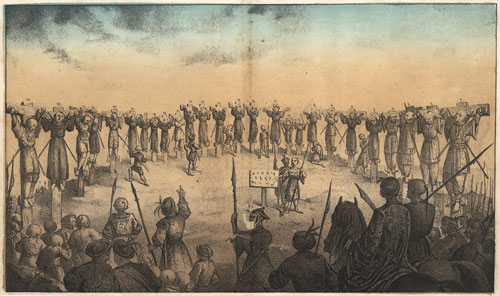
Kruisiging van 26 christenen in Nagasaki op 5 februari 1597

In het oude Japan werd de kruisiging op een andere manier toegepast. Het slachtoffer (meestal een crimineel) werd op een T-vormig kruis gehesen, waarna hij door een beul met speren werd gedood. Het lichaam hing nog enige tijd voordat het begraven mocht worden.

## Moderne kruisigingen
Kruisigingen zijn tegenwoordig zeldzaam. Nergens ter wereld worden ze als officiële straf toegepast. Soms wordt kruisiging tijdens een oorlog toegepast. 

### Kruisiging als strafmaatregel
- Volgens een bericht zijn in het concentratiekamp Bruttig-Treis in 1944 gevangenen gekruisigd en doodgeschoten.[7]
- In Cambodja zijn gevangenen gekruisigd door het regime van de Rode Khmer tussen 1975 en 1979.
- De terreurorganisatie IS heeft in Libië en mogelijk ook in Syrië tegenstanders gekruisigd.[8]

### Vrijwillige kruisigingen

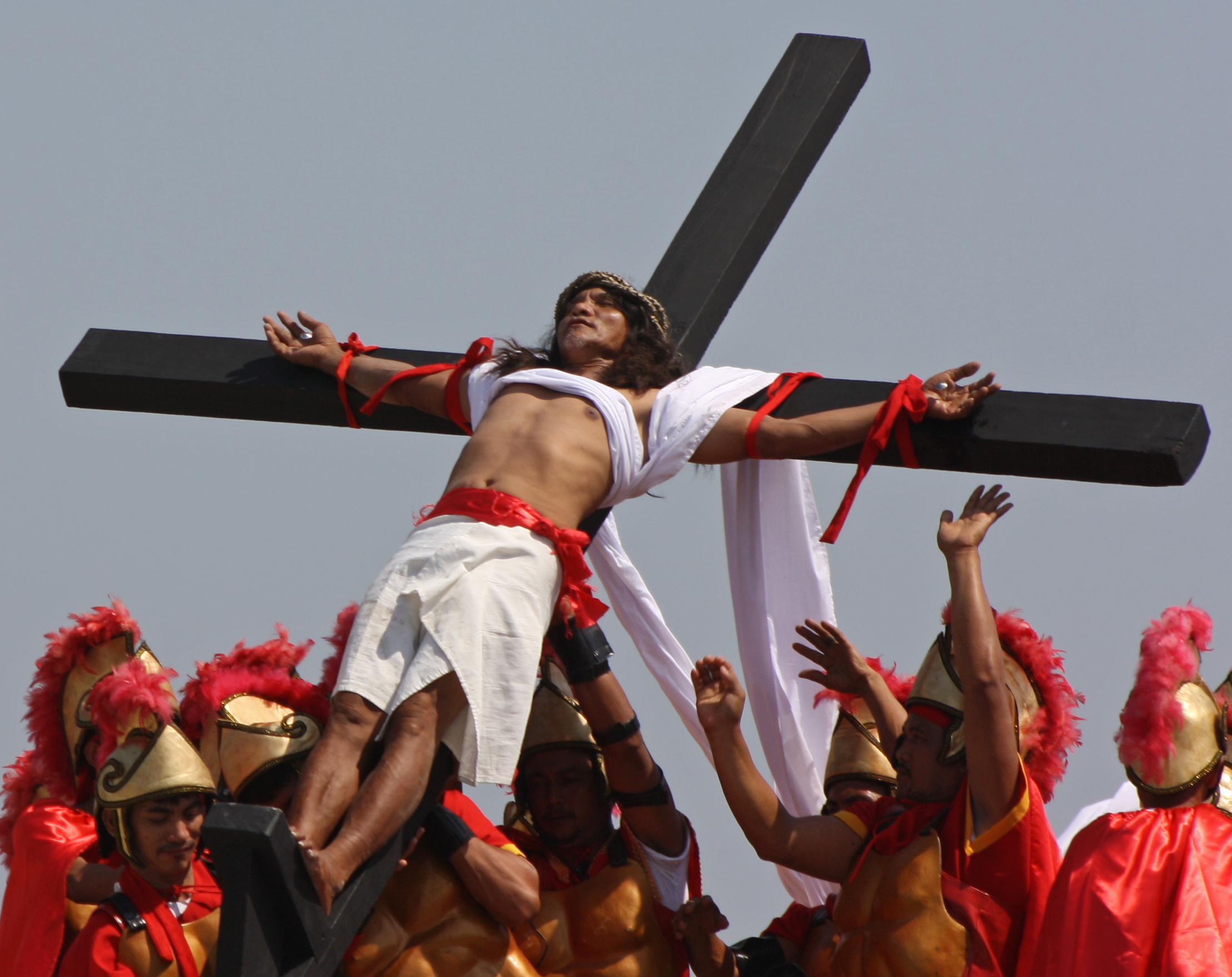
Vrijwillige kruisiging op de Filipijnen ter nagedachtenis van Christus

Op de Filipijnen kruisigen sommige katholieken zich op Goede Vrijdag vrijwillig (voor beperkte tijd en op niet-dodelijke wijze), om het lijden van Christus te ervaren.

## Beroemde kruisigingen
- Alexander de Grote kruisigde 2000 inwoners van Tyrus na het beleg van Tyrus.
- Alexander Janneüs kruisigde 800 opstandelingen.
- Spartacus' opstand. Na de laatste veldslag werden ongeveer 6000 slaven langs de 200 kilometer lange weg van Capua naar Rome gekruisigd. Het is niet zeker of Spartacus onder hen was.
- Kruisiging van Jezus van Nazareth. Moslims geloven niet in de kruisiging van Jezus.
- Petrus werd volgens de apocriefe Handelingen van Petrus met het hoofd naar beneden gekruisigd en hield al hangende aan het kruis nog een preek[9]
- Andreas (volgens de overlevering werd Andreas gekruisigd op een X-vormig kruis: vandaar de naam Andreaskruis)
- Aartsbisschop Joachim van Nizjni Novgorod (ondersteboven gekruisigd aan de Heilige Deuren van de Kathedraal in Sebastopol, USSR in 1920)